# Fenouillet (Pyrénées-Orientales)
Fenouillet (auf Okzitanisch Fenolhet, auf Katalanisch Fenollet) ist eine südfranzösische Gebirgsgemeinde mit 96 Einwohnern (Stand 1. Januar 2022) im Département Pyrénées-Orientales der Region Okzitanien.

## Geografie
Fenouillet liegt in den Pyrenäen, 43 Kilometer nordwestlich von Perpignan, dem Hauptort des gleichnamigen Arrondissements, und 10,4 Kilometer westlich von Saint-Paul-de-Fenouillet, dem Hauptort des Kantons. Nachbargemeinden von Fenouillet sind Caudiès-de-Fenouillèdes im Norden, Prugnanes im Nordosten, Vira im Südosten und Gincla im Südwesten. Das Gemeindegebiet ist Teil des Regionalen Naturparks Corbières-Fenouillèdes und umfasst 1876 Hektar, die mittlere Höhe beträgt 791 Meter über dem Meeresspiegel, die Mairie steht auf einer Höhe von 520 Metern. 
Fenouillet ist einer Klimazone des Typs Cfb (nach Köppen und Geiger) zugeordnet: Warmgemäßigtes Regenklima (C), vollfeucht (f), wärmster Monat unter 22 °C, mindestens vier Monate über 10 °C (b). Es herrscht Seeklima mit gemäßigtem Sommer.

## Geschichte
Der pagus Fenioletensis, dessen Hauptort Fenouillet war, wurde 842 erstmals urkundlich erwähnt. Um das Jahr 1000 wurde erstmals ein Vicomte erwähnt, Pierre de Fenouillet. 1172 starb der letzte Comte de Roussillon, Girard II. de Roussillon, und die Grafschaft fiel an König Alfons II. von Aragon. Fenouillet und Perpignan bildeten die nördliche Grenze des Königreichs Aragon. Durch den Vertrag von Meaux fiel die Vicomté Fenouillet an Ludwig IX. von Frankreich und unterstand der königlichen Sénéchaussée von Carcassonne. Nach dem Aufstand von Raimund II. Trencavel im Jahr 1240 und dem Fall der Burg Montségur im Jahr 1244 nahm Fenouillet Katharer auf. Durch den Vertrag von Corbeil fiel der Roussillon 1258 an Aragon. Fenouillet blieb im Besitz des Königreichs Frankreich. 
In den Hugenottenkriegen wurde Fenouillet 1580 von Protestanten zerstört. Der Herzog von Ventadour, Anne de Lévis, ließ 1595 die Burg Saint-Pierre schleifen. Durch den Pyrenäenfrieden fiel der Roussillon 1659 wieder an Frankreich.

## Kultur und Sehenswürdigkeiten

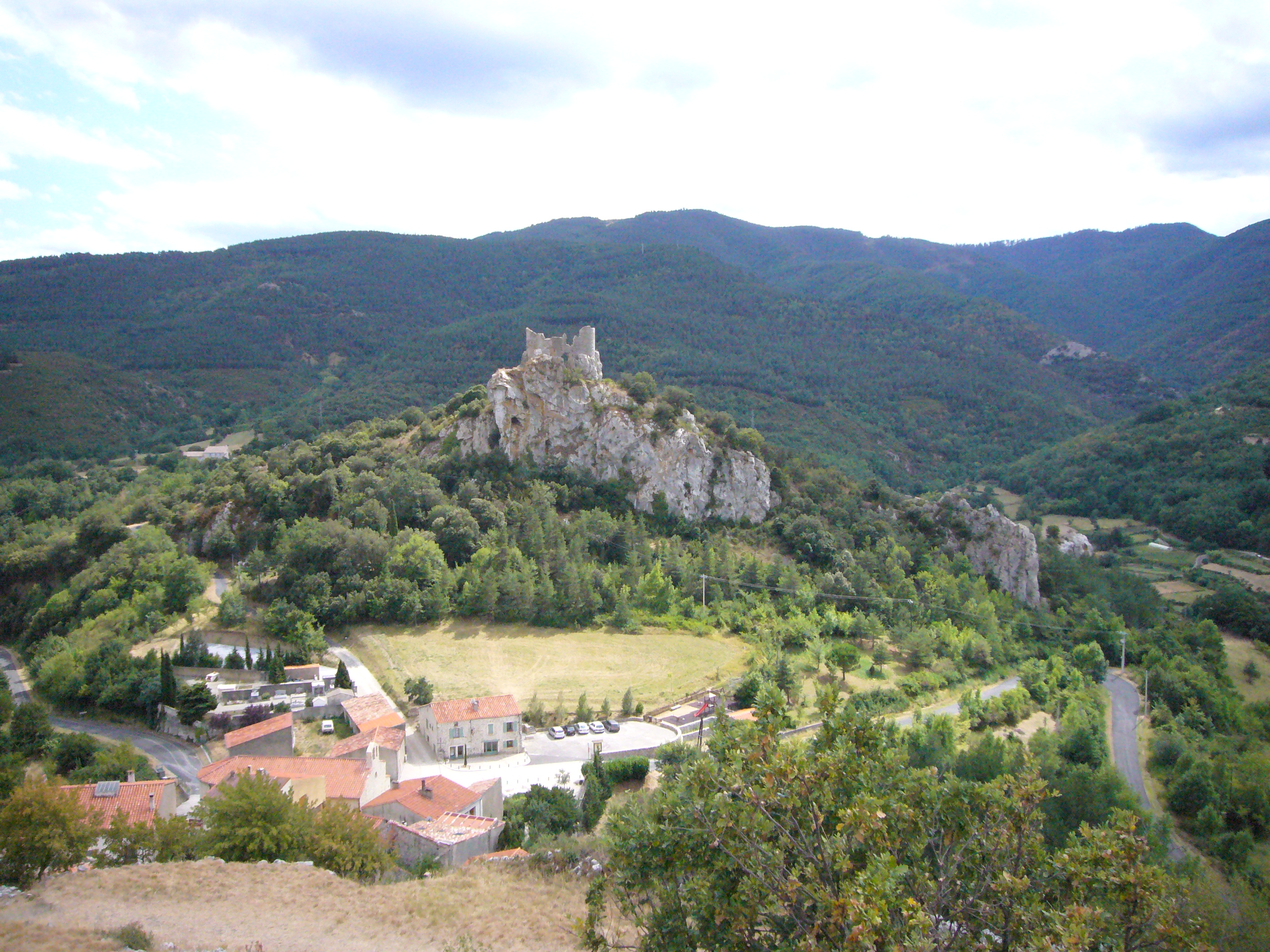
Die Burgruine Sabarda

Auf dem Gemeindegebiet liegen die Ruinen der mittelalterlichen Burgen Saint Pierre und Sabarda. Saint Pierre steht auf einem Gipfel nördlich des Ortskerns (La Vilasse), Sabarda steht südlich des Ortskerns. Von der Burg Sabarda aus konnten die Straßen von Westen, Osten und Süden überwacht werden.
Fenouillet gehört zur römisch-katholischen Gemeinschaft Haute-Agly, die Teil des Dekanats Agly-Salanque des Bistums Perpignan-Elne ist. Die Kirche Saint-André wurde au Beginn des 20. Jahrhunderts erbaut und 1904 geweiht. Sie hat einen Glockengiebel. Eine ursprüngliche Kirche, die 1011 erstmals erwähnt wurde, stand etwa hundert Meter südlich am Friedhof. In der Kirche befinden sich drei romanische Kapitelle, die aus der ehemaligen Kirche Saint-Pierre stammen. Die Kirche befand sich im Bereich der Burg Saint Pierre. Eines der Kapitelle dient als Sockel für ein Weihwasserbecken, eines als Sockel für ein Taufbecken. Alle drei Kapitelle sind als Monument historique klassifiziert und damit denkmalgeschützt. Ein weiteres denkmalgeschütztes Objekt in der Kirche ist ein Armleuchter der bei Grabungen in der Burg Saint Pierre gefunden wurde. Er stammt aus dem 12. Jahrhundert.

## Wirtschaft und Infrastruktur
Im Jahr 2009 waren 31,3 Prozent der Erwerbstätigen in der Gemeinde beschäftigt, die anderen waren Pendler. 15,8 Prozent der Arbeitnehmer waren arbeitslos.
Der nächste Bahnhof steht in Quillan. Er ist 18,6 Kilometer entfernt. Der nächste Flughafen ist der 40,5 Kilometer entfernt liegende Flughafen Perpignan.
Auf dem Gemeindegebiet gelten geschützte geographische Angaben (IGP) für Schinken (Jambon de Bayonne), und Weine mit der Bezeichnung Pays d’Oc und Côtes Catalanes. Außer normalem Rot-, Weiß- und Roséwein wird Weißherbst und Wein aus überreifen Trauben (vin de raisins surmûris) gekeltert.